# Terremoto di Ambato del 1949
Il terremoto di Ambato del 1949 è stato un evento sismico verificatosi in Ecuador il 5 agosto 1949 alle ore 14:08:52 UTC-5, con epicentro localizzato 33 km a est della città di Ambato, capoluogo della provincia del Tungurahua, a quindici chilometri di profondità. L'intensità del sisma raggiunse la magnitudo 6,8 della scala Richter, provocando oltre 6 000 vittime. Le cittadine di Guano, Patate, Pelileo, e Píllaro furono completamente distrutte, mentre Ambato, il maggior centro colpito, subì anche gravi danni al patrimonio culturale cittadino.
Il terremoto colpì, oltre che nella provincia del Tungurahua, anche nelle province del Chimborazo e del Cotopaxi, e fu sentito moderatamente anche nelle lontane Quito, Guayaquil e Cuenca.
Per il numero di vittime, è stato il più disastroso terremoto avvenuto in Ecuador dal 1868, quando un sisma avvenuto dalle parti di Ibarra causò oltre 20 000 morti.

## Vittime e danni

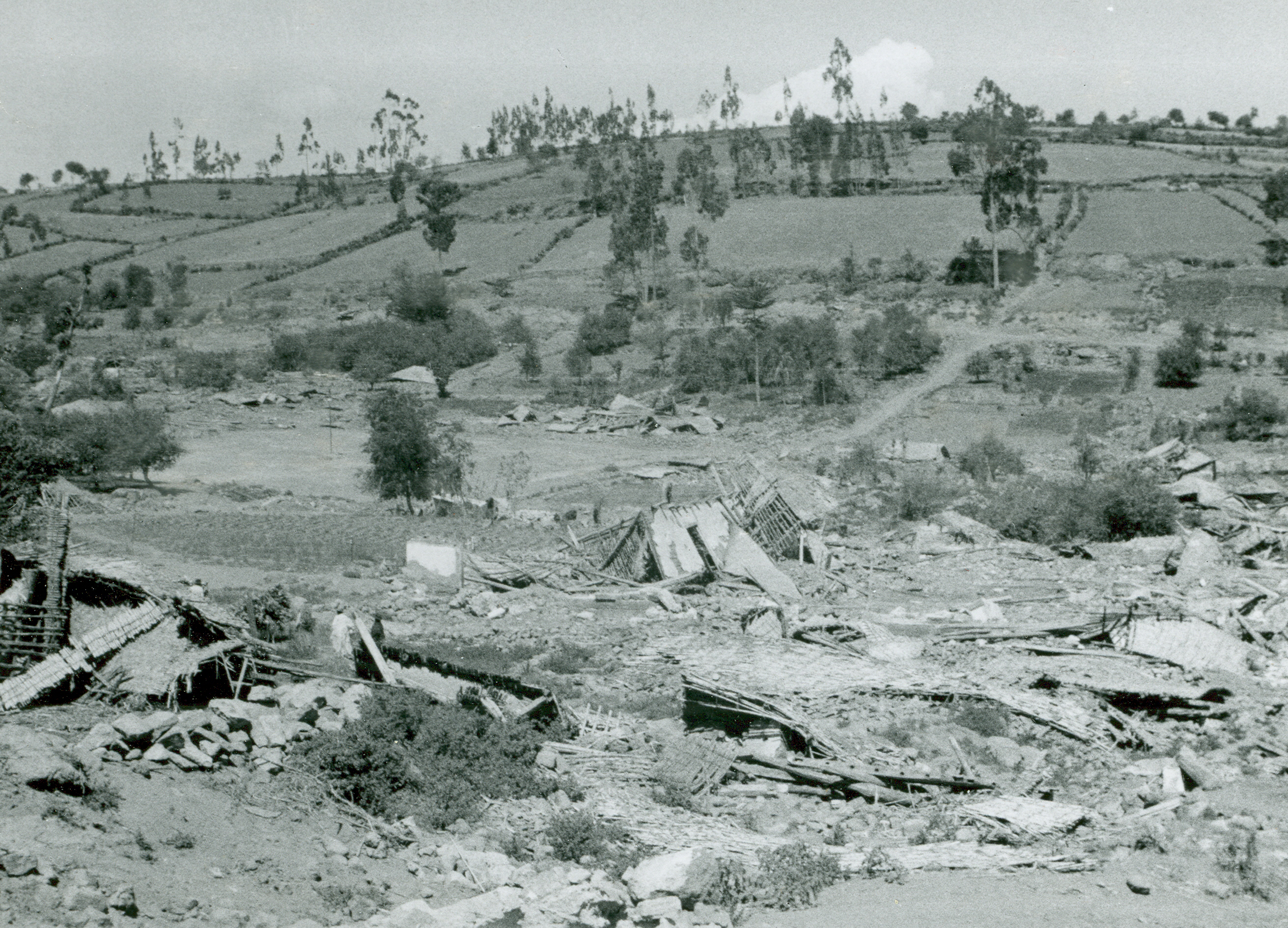
Fotografia di Pelileo, completamente distrutta dal terremoto

Il 7 agosto, le prime stime ufficiali davano per morte 2 700 persone; le cittadine di Pelileo e Patate subirono le perdite più gravi, oltre 1 000 morti in ognuna, mentre ad Ambato i morti furono 500.
Stime dei giorni seguenti parlarono di 3 200 vittime a Pelileo, con il numero totale dei decessi che era salito a circa 4 000 persone. I rapporti ufficiali riferirono che la maggior parte dei decessi si verificò per gli interni degli edifici crollati e per le inondazioni causate dall'ostruzione dei canali di drenaggio. Altre vittime rimasero sepolte dalle frane. Tutte le case a Pelileo erano state distrutte, grandi crepe si erano formate nel terreno, mentre ad Ambato il 75% delle case ancora in piedi vennero demolite per i gravi danni subiti. L'8 agosto, una forte replica scosse nuovamente Ambato.
Il conteggio finale dei morti, secondo lo United States Geological Survey, fu di 5 050, mentre l'Istituto Geofisico Ecuadoriano afferma che i morti furono oltre 6 000. Il terremoto colpì gravemente circa 30 villaggi e lasciato circa 100 000 persone senzatetto.
Ogni anno, il 5 agosto alle ore 14:10, le campane della Cattedrale di Ambato suonano per ricordare la tragedia del 1949.